# Toposcópio

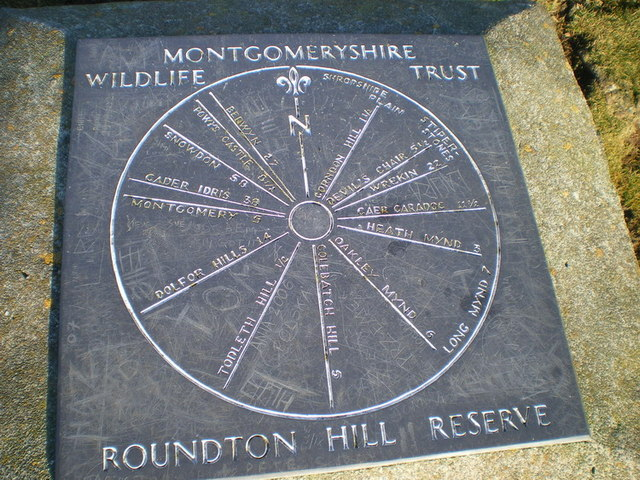
Placa com toposcópio em Roundton Hill, com a direção setentrional marcada.

Um toposcópio, mesa panorâmica ou mesa de orientação é um dispositivo colocado num miradouro ou no topo de um monte ou colina ou outro local que proporciona vista desafogada, num parque ou jardim, ou num monumento, e que indica, do ponto de vista do observador, os topónimos e  características de identificação de acidentes geográficos, construções, ou localidades visíveis a partir desse ponto, podendo indicar a distância ou outros atributos notáveis. Por vezes mostram uma rosa dos ventos.

## Imagens

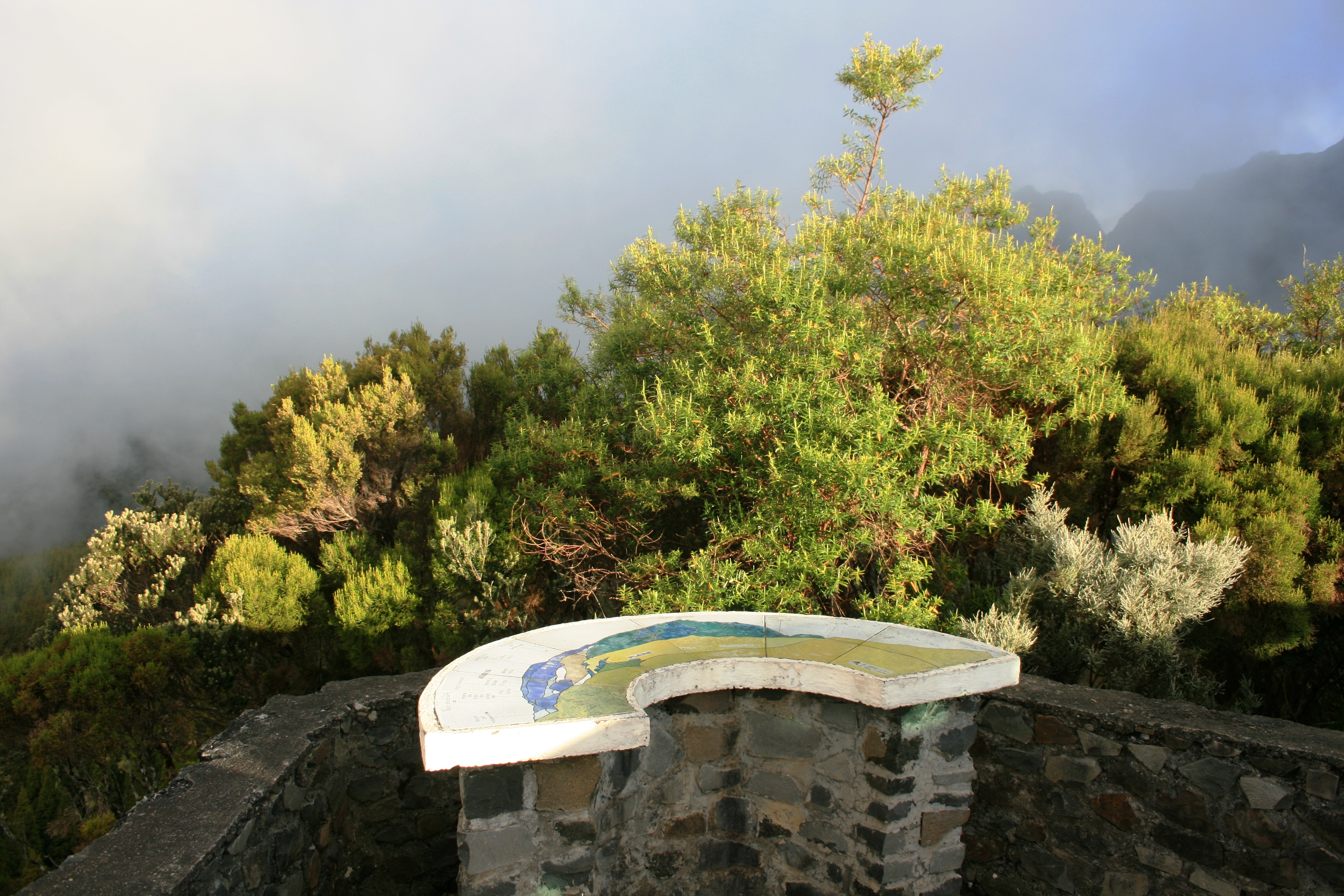
Mesa panorâmica na ilha de Reunião.
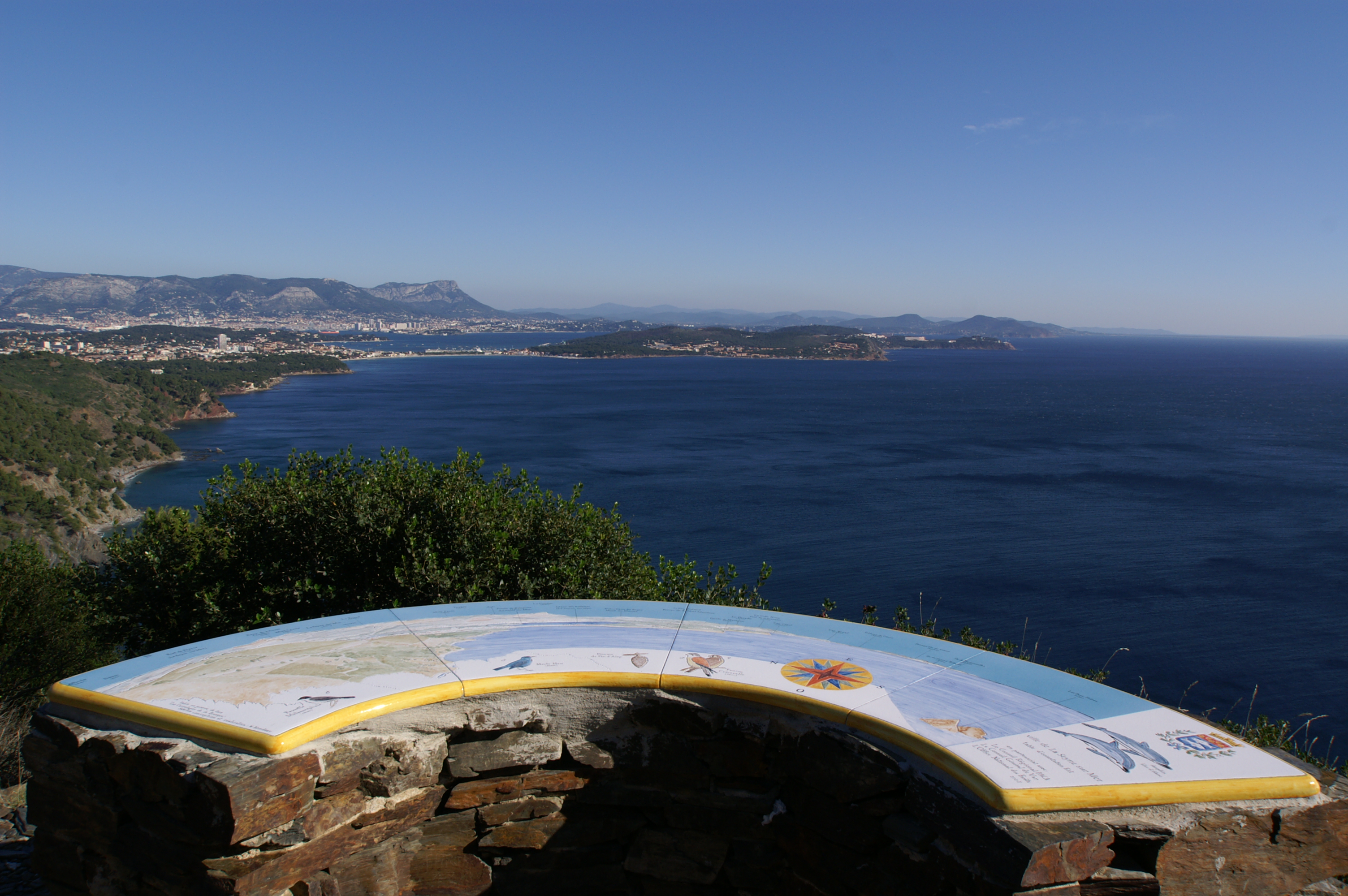
Mesa panorâmica na margem do mar Mediterrâneo.
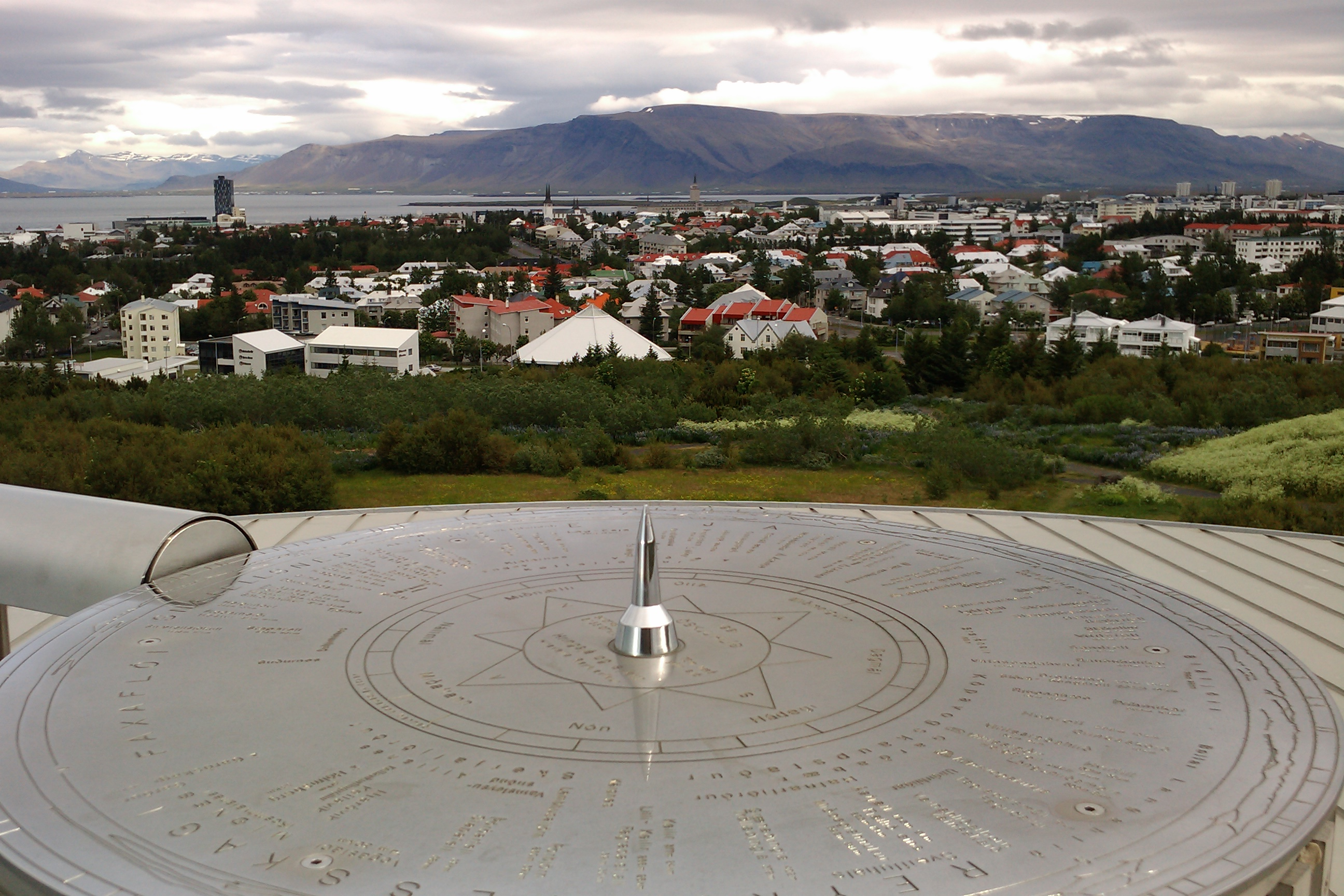
Mesa com forma de bússola.
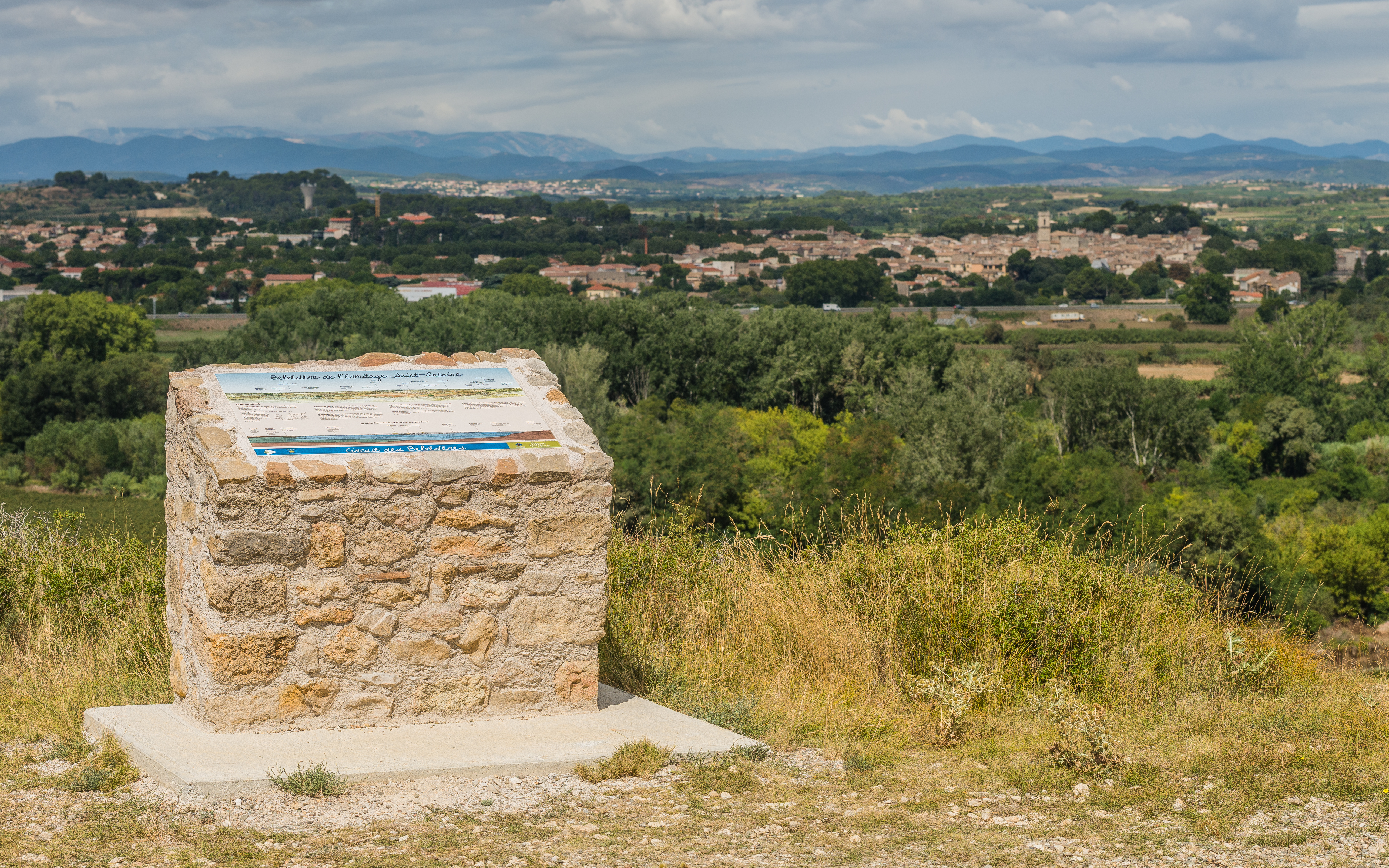
Mesa panorâmica junto da localidade de Pézenas, Hérault, França.